# Abdullah Shah
 (juin 2017).
Si vous disposez d'ouvrages ou d'articles de référence ou si vous connaissez des sites web de qualité traitant du thème abordé ici, merci de compléter l'article en donnant les références utiles à sa vérifiabilité et en les liant à la section « Notes et références ».
Abdullah Shah (1945-2004) est un tueur en série afghan. Il est reconnu coupable à Kaboul de plus de vingt meurtres, dont sa femme. Il est condamné à mort, constituant la première exécution en Afghanistan depuis la chute des talibans à la fin de l'année 2001.

## Biographie
Shah a servi sous Zardad Khan - il est même surnommé le « chien de Zardad » - qui a lui-même servi sous Gulbuddin Hekmatyar pendant la guerre civile d'Afghanistan de 1992 à 1996. Shah et Zardad ont braqué des voyageurs sur la route de Kaboul à Jalalabad.

### Homicides, arrestation et condamnation
Shah a d'abord été reconnu coupable lors d'une procédure judiciaire spéciale en octobre 2002. Neuf personnes ont témoigné contre lui au procès, y compris une autre de ses femmes qu'il a essayé de brûler. La plupart des corps de nombreuses victimes de Shah ont été trouvés dans un puits dans le district de Paghman (en).
L'exécution a eu lieu dans la prison de Pol-e Charkhi (en). Le président provisoire Hamid Karzai a signé l'ordre d'exécution. Shah a été abattu d'une balle à l'arrière de la tête. Les témoins présents comprenaient des représentants de la police afghane et du bureau du procureur général ainsi que des médecins.

### Polémique
Amnesty International a protesté contre l'exécution en affirmant que l'Afghanistan ne respectait pas les normes fondamentales d'équité. L'organisation a ajouté que Shah était réduit au silence, de sorte qu'il ne pouvait pas témoigner contre les commandants alliés au gouvernement. Elle a aussi déclaré qu'il n'avait pas d'avocat pour le défendre, que le procès était secret, qu'une confession a été obtenue sous la torture et le premier juge dans son procès a été renvoyé pour avoir reçu un pot-de-vin. Le deuxième juge a subi des pressions de la Cour Suprême pour imposer la peine de mort.